# 桐谷広人
桐谷 広人（きりたに ひろと、1949年10月15日 - ）は、日本の将棋棋士、投資家。升田幸三実力制第四代名人門下。棋士番号120。2007年に引退。

## 来歴

### 棋士として
広島県竹原市出身。将棋棋士の門をたたこうとしていたところ、紹介により同郷の升田幸三の弟子となった。1975年に桐谷のライバルとされた沼春雄と共に四段昇段を果たしプロ棋士となった。当時まだ珍しかった、研究派の棋士で「コンピューター桐谷」の異名をとった。棋風は居飛車党の受け将棋。相手の攻め駒を攻める、駒得を重視する戦術で、優勢になってもなお相手の攻撃の応接を継続する「マッサージ戦術」を得意として「桐谷マッサージ戦術」（青野照市）などと呼ばれた。また入玉が得意の棋士としても知られる。
観戦記なども手掛け、囲碁・将棋チャンネルの「桐谷広人の将棋講座」及び「名勝負の解説」では師匠・升田幸三の将棋の解説も務めた。1996年度の第9期竜王戦で5組に昇級した。2000年には現役勤続25年表彰を受けた。第55期順位戦でフリークラスに陥落、復帰できないまま10年が経過したため、2007年3月末に引退した。通算成績は327勝483敗。
棋士としては升田幸三門下であったが、プライベートでは米長邦雄に傾倒し、米長の著作の代筆を行うなど20年以上仕えた。しかし、米長のために婚約者と破局を迎えたことが一度ならずあったといい、後に米長の裏面をマスコミに告白した。
米長の弟子の先崎学はC級2組時代、9勝1敗の好成績を上げながら頭ハネで昇級を逃した際に「何でおれがこんなクラスで指さなきゃいけないんだ。順位戦の制度はどうなってんだ？」と口を滑らせたために、C級2組の棋士全員を敵に回した。第51期順位戦（1992年度）9回戦の桐谷-先崎戦では、闘志を剥き出しにして挑んだ桐谷が快勝し、先崎の昇級を阻んだ。直後、自戦記において「こんな男に負けて悔しかったら、新宿で安酒飲んで道路に寝るがよかろう、それが似合いだ」と罵って反省を促した。
なお、一般マスコミの記事で「元棋士」と紹介されることもあるが、将棋公式戦を引退しても、公益社団法人日本将棋連盟への所属を継続し正会員のままの為、肩書は「将棋棋士」「プロ棋士」（引退棋士）である。（将棋連盟を退会した者が元将棋棋士・元プロ棋士。）2025年4月1日、引退棋士昇段規定により八段昇段となった。

### 投資家として
桐谷の転機は1984年、東京証券協和会に設置された将棋部の師範をしていたことをきっかけに、独学で株式投資を学び始めた。失恋をきっかけに株式投資を始めたとも言われる。その後「財テク棋士」として著名になり、財テクに関する雑誌「ダイヤモンドZAi」や「日経マネー」にも、個人投資家として登場する。
2006年時点で桐谷は、株式を約400銘柄、時価3億円分を保有し、そのうち1億円が優待銘柄という。株主優待を活用することで生活費はほとんど現金を使わない。また、将棋棋士としての戦術思考を投資の世界でも十分に発揮し、人並み以上の優れた記憶力で、手元に届いた数多くの商品券の使用期限を全て頭の中で把握している。
桐谷は自分にとって利用価値が低い期限付き商品券については金券ショップに売っており、様々な方法を駆使して高く売却するように心がけている。現金を使うのは家賃と光熱費とインターネット使用料程度で、これらの支払いも株式の配当金で賄うことができる。
2008年のリーマン・ショックや引退後に頻繁に行った信用取引が裏目に出て、2013年時点で桐谷の保有する株式の時価は約5000万円にまで激減する。多額の損を出したが、価値の下がった株でも優待があり、優待を活用して生活できることに気づき、それ以降は株の値上がり益は狙わず、優待株専門に投資しており、後述のテレビ番組に出演してからは桐谷が推奨している株主優待銘柄が注目を集めることもある。
2000年代、当時生活が困窮していた深田萌絵に桐谷が食事を提供したことがある。その後、深田が証券会社主催のセミナーの講師をしていることを知り、連絡を取るようになった。深田からの連絡を受け、2012年に『カンニング竹山の銭ナール』（毎日放送）に個人投資家としてゲスト出演したことで注目され、その後、『笑っていいとも!』（フジテレビ）、『月曜から夜ふかし』（日本テレビ）等にもテレビ出演し、人気を得るようになった。
引退棋士としては異例とも言える人気を受け、2013年8月10日には日本将棋連盟から「桐谷七段うちわ」が発売され、以後、ハンドタオル、色紙（「優待生活」）等の関連商品が販売されている。
2014年5月、タカラトミーアーツより「桐谷さんの株主優待生活クリーナーストラップ」（全6種）、第二弾「優待生活 桐谷さんのメッセージスタンプ」（全6種）のカプセルトイが発売された。
同年8月4日、DeNAからiPhone向けのゲーム「桐谷さん×チャリ走」が配信開始、2015年3月30日にはスパイシーソフトから「桐谷さん×チャリ走3rd Race」で再度ゲーム内に登場。ゲーム内のBGMは、人生初のボイスパーカッションに挑戦し大変シュールな出来上がりとなっている。
私生活では前述の婚約解消後、2021年現在まで結婚経験が無く、結婚相談所に登録した。美人好きを公言しており、吉永小百合・イヴ（神代弓子）のファン。吉永小百合のファンクラブに入ったり、イヴの追っかけをしたこともあった。
特段、SNSは使っていなかったが、2021年からTwitterでの発信を開始した。本人曰く「Twitterに興味はなかったが、自身を騙る偽物のアカウントを辞めさせるために始めた」とのこと。2022年5月時点でも2名ほどの偽アカウントがあり、そのツイートに関しては「かつての本の内容を基にしており、現在と状況が違う」と注意喚起をしている。
運転免許証や自動車を保有しておらず、株主優待の消化目的などで移動する際は自転車を利用しており、テレビ番組やイベントでも紹介されている。2023年9月には偽の運転免許証を利用した投資詐欺事件が発生しているとして、自身のSNSにて注意を呼び掛ける事態となった。

## 弟子

### 棋士となった弟子
| 名前     | 四段昇段日   | 段位、主な活躍 |
| -------- | ------------ | -------------- |
| 大平武洋 | 2002年4月1日 | 六段           |
| 今泉健司 | 2015年4月1日 | 五段           |

（2020年6月18日現在）

## 昇段履歴
- 1968年00月00日 - 4級
- 1970年00月00日 - 初段
- 1975年07月14日 - 四段（規定の成績）[34]
- 1982年11月17日 - 五段（贈昇段）[35]
- 1990年12月05日 - 六段（勝数規定／五段昇段後公式戦120勝）
- 2005年04月01日 - 七段（フリークラス昇段規定）[36]
- 2007年03月31日 - 引退（フリ―クラス規定）[37]
- 2025年04月01日 - 八段（引退棋士昇段規定）[38]

## 主な成績

### 在籍クラス
| 開始 年度 | (出典)順位戦出典 | (出典)順位戦出典 | (出典)順位戦出典 | (出典)順位戦出典 | (出典)順位戦出典 | (出典)順位戦出典 | (出典)順位戦出典 | (出典)順位戦出典 | (出典)竜王戦出典 | (出典)竜王戦出典 | (出典)竜王戦出典 | (出典)竜王戦出典 | (出典)竜王戦出典 | (出典)竜王戦出典 | (出典)竜王戦出典 | (出典)竜王戦出典 | (出典)竜王戦出典 | (出典)竜王戦出典 |
| 開始 年度 | 期               | 名人             | A級              | B級              | B級              | C級              | C級              | 0                | 期               | 竜王             | 1組              | 2組              | 3組              | 4組              | 5組              | 6組              | 決勝 T           |                  |
| 開始 年度 | 期               | 名人             | A級              | 1組              | 2組              | 1組              | 2組              | 0                | 期               | 竜王             | 1組              | 2組              | 3組              | 4組              | 5組              | 6組              | 決勝 T           |                  |
| --- | ---------------- | ---------------- | ---------------- | ---------------- | ---------------- | ---------------- | ---------------- | ---------------- | ---------------- | ---------------- | ---------------- | ---------------- | ---------------- | ---------------- | ---------------- | ---------------- | ---------------- | ---------------- |
| 1977 | 36               |                  |                  |                  |                  |                  | C217             | 4-6              |                  |                  |                  |                  |                  |                  |                  |                  |                  |                  |
| 1978 | 37               |                  |                  |                  |                  |                  | C221             | 5-5              |                  |                  |                  |                  |                  |                  |                  |                  |                  |                  |
| 1979 | 38               |                  |                  |                  |                  |                  | C214             | 5-5              |                  |                  |                  |                  |                  |                  |                  |                  |                  |                  |
| 1980 | 39               |                  |                  |                  |                  |                  | C211             | 4-6              |                  |                  |                  |                  |                  |                  |                  |                  |                  |                  |
| 1981 | 40               |                  |                  |                  |                  |                  | C216             | 8-2              |                  |                  |                  |                  |                  |                  |                  |                  |                  |                  |
| 1982 | 41               |                  |                  |                  |                  |                  | C203             | 3-7              |                  |                  |                  |                  |                  |                  |                  |                  |                  |                  |
| 1983 | 42               |                  |                  |                  |                  |                  | C228             | 7-3              |                  |                  |                  |                  |                  |                  |                  |                  |                  |                  |
| 1984 | 43               |                  |                  |                  |                  |                  | C211             | 3-7              |                  |                  |                  |                  |                  |                  |                  |                  |                  |                  |
| 1985 | 44               |                  |                  |                  |                  |                  | C234             | 6-4              |                  |                  |                  |                  |                  |                  |                  |                  |                  |                  |
| 1986 | 45               |                  |                  |                  |                  |                  | C217             | 3-7              |                  |                  |                  |                  |                  |                  |                  |                  |                  |                  |
| 1987 | 46               |                  |                  |                  |                  |                  | C236             | 5-5              | 1                |                  |                  |                  |                  |                  | 5組              |                  | --               | 0-1/昇0-1/残0-1  |
| 1988 | 47               |                  |                  |                  |                  |                  | C226             | 4-6              | 2                |                  |                  |                  |                  |                  |                  | 6組              | --               | 0-1/昇0-1        |
| 1989 | 48               |                  |                  |                  |                  |                  | C234             | 4-6              | 3                |                  |                  |                  |                  |                  |                  | 6組              | --               | 0-1/昇2-1        |
| 1990 | 49               |                  |                  |                  |                  |                  | C237x            | 0-10             | 4                |                  |                  |                  |                  |                  |                  | 6組              | --               | 0-1/昇0-1        |
| 1991 | 50               |                  |                  |                  |                  |                  | C249*            | 4-6              | 5                |                  |                  |                  |                  |                  |                  | 6組              | --               | 1-1/昇1-1        |
| 1992 | 51               |                  |                  |                  |                  |                  | C242*            | 4-6              | 6                |                  |                  |                  |                  |                  |                  | 6組              | --               | 0-1/昇0-1        |
| 1993 | 52               |                  |                  |                  |                  |                  | C239*            | 4-6              | 7                |                  |                  |                  |                  |                  |                  | 6組              | --               | 1-1/昇0-1        |
| 1994 | 53               |                  |                  |                  |                  |                  | C232*            | 4-6              | 8                |                  |                  |                  |                  |                  |                  | 6組              | --               | 0-1/昇0-1        |
| 1995 | 54               |                  |                  |                  |                  |                  | C231*x           | 1-9              | 9                |                  |                  |                  |                  |                  |                  | 6組              | --               | 4-1 (2位)        |
| 1996 | 55               |                  |                  |                  |                  |                  | C246**x          | 3-7              | 10               |                  |                  |                  |                  |                  | 5組              |                  | --               | 0-1/昇0-1/残0-2  |
| 1997 | 56               |                  |                  |                  |                  |                  |                  | F編              | 11               |                  |                  |                  |                  |                  |                  | 6組              | --               | 2-1/昇0-1        |
| 1998 | 57               |                  |                  |                  |                  |                  |                  | F編              | 12               |                  |                  |                  |                  |                  |                  | 6組              | --               | 0-1/昇0-1        |
| 1999 | 58               |                  |                  |                  |                  |                  |                  | F編              | 13               |                  |                  |                  |                  |                  |                  | 6組              | --               | 0-1/昇1-1        |
| 2000 | 59               |                  |                  |                  |                  |                  |                  | F編              | 14               |                  |                  |                  |                  |                  |                  | 6組              | --               | 0-1/昇1-1        |
| 2001 | 60               |                  |                  |                  |                  |                  |                  | F編              | 15               |                  |                  |                  |                  |                  |                  | 6組              | --               | 2-1/昇0-1        |
| 2002 | 61               |                  |                  |                  |                  |                  |                  | F編              | 16               |                  |                  |                  |                  |                  |                  | 6組              | --               | 0-1/昇0-1        |
| 2003 | 62               |                  |                  |                  |                  |                  |                  | F編              | 17               |                  |                  |                  |                  |                  |                  | 6組              | --               | 0-1/昇0-1        |
| 2004 | 63               |                  |                  |                  |                  |                  |                  | F編              | 18               |                  |                  |                  |                  |                  |                  | 6組              | --               | 0-1/昇0-1        |
| 2005 | 64               |                  |                  |                  |                  |                  |                  | F編              | 19               |                  |                  |                  |                  |                  |                  | 6組              | --               | 0-1/昇0-1        |
| 2006 | 65               |                  |                  |                  |                  |                  |                  | F編              | 20               |                  |                  |                  |                  |                  |                  | 6組              | --               | 3-1/昇0-1        |
| 順位戦、竜王戦の 枠表記 は挑戦者。右欄の数字は勝-敗(番勝負/PO含まず)。 順位戦の右数字はクラス内順位 ( x当期降級点 / *累積降級点 / +降級点消去 ) 順位戦の「F編」はフリークラス編入 /「F宣」は宣言によるフリークラス転出。 竜王戦の 太字 はランキング戦優勝、竜王戦の 組(添字) は棋士以外の枠での出場。 |                  |                  |                  |                  |                  |                  |                  |                  |                  |                  |                  |                  |                  |                  |                  |                  |                  |                  |

## 出演番組

### テレビ
将棋棋士として
- 桐谷広人の将棋講座 升田の将棋〜大天才の着想〜（全26回、囲碁・将棋チャンネル）
- 桐谷広人の中級講座 四間飛車 対 棒銀（全26回、囲碁・将棋チャンネル）
- 名勝負の解説 升田幸三特集（全18回、囲碁・将棋チャンネル）

投資家として
- 家計診断 おすすめ悠々ライフ（NHK総合） - 2006年4月22日
- 全力!銭ナール（毎日放送）※銭ナール女学院 二代目校長 - 2012年9月5日 - 2013年4月25日
- うもれびと（フジテレビ） - 2012年8月16日、9月6日、
- 笑っていいとも!（フジテレビ） - 2012年12月17、24日
- 月曜から夜ふかし（日本テレビ）
- 世界ベスト・オブ・映像ショー 頂上リサーチ!（フジテレビ） - 2014年1月5日
- 埼玉ビジネスウォッチ（テレビ埼玉） - 2018年12月22日[41]

### CM
- タカラトミー「大車輪てつぼうくん」（2014年）[42][43]
- ヤマハミュージックジャパン「クラビノーバCVP-700シリーズ」『音楽を、もう一度。』（2015年） [44][45]

## 主な著書
- 『コンピューター桐谷のこれが矢倉だ〈スズメ刺し〉』（1986年4月、毎日コミュニケーションズ、ISBN 978-4-895-63505-9）
- 『コンピューター桐谷の続・これが矢倉だ《2九飛》』（1986年9月、 毎日コミュニケーションズ、ISBN 978-4-895-63507-3）
- 『コンピューター桐谷の新・これが矢倉だ〈4六銀〉』（1987年4月、 毎日コミュニケーションズ、ISBN 978-4-895-63513-4）
- 『手筋の集大成 歩の玉手箱』（1995年5月、 毎日コミュニケーションズ、ISBN 978-4-895-63632-2）
- 『歩の玉手箱—楽しく読める手筋の宝庫』（2003年10月、 毎日コミュニケーションズ、ISBN 978-4-839-91287-1）
- 『桐谷さんの株主優待生活』（2013年10月、角川書店、ISBN 978-4-041-10559-7）
- 『桐谷さんの株主優待ライフ』（2013年10月、小学館、ISBN 978-4-093-88330-6）
- 『桐谷さんが教えるはじめての株主優待』（2013年11月、総合法令出版、ISBN 978-4-862-80384-9）
- 『桐谷さんのもっと儲かる株主優待生活 NISA対応版』（2014年09月、KADOKAWA、ISBN 978-4-04-102250-4）
- 『定年後も安心！桐谷さんの株主優待生活』（2018年11月、祥伝社、ISBN 978-4-396-61668-7）
- 『桐谷さんの株主優待のススメ』（2020年11月、祥伝社、ISBN 978-4-396-61745-5）
- 『一番売れてる月刊マネー誌ZAiと作った桐谷さんの米国株入門　日本株一筋30年超の僕が米国株に魅かれたワケ』（2021年7月、ダイヤモンド社、ISBN 978-4-478-11394-3）
- 『一番売れてる月刊マネー誌ZAiと作った桐谷さんの株入門　日本株一筋30年超だから言える株の極意』（2021年7月、ダイヤモンド社、ISBN 978-4-478-11393-6）